# Jörg Huffschmid
Jörg Huffschmid (Colonia, 19 de febrero de 1940-Bremen, 5 de diciembre de 2009) fue un economista alemán.
Dirigió el Instituto de Economía Europea y Política Socioeconómica de la Universidad de Bremen (Institut für Europäische Wirtschaft, Wirtschafts- und Gesellschaftspolitik) hasta el 2005 y fue cofundador del Grupo de Trabajo por una Política Económica Alternativa (Arbeitsgruppe Alternative Wirtschaftspolitik), conocido también como Grupo Memorandum.
Ideológicamente estuvo influenciado por Karl Marx, John Maynard Keynes y James Tobin.

## Biografía
Entre 1959 y 1963 estudió filosofía y economía en la  Universidad de Friburgo, en la Universidad de París y en la Universidad Libre de Berlín, donde se licenció en Estudios de Ciencias Económicas.
En 1967 se doctoró en Ciencias Económicas y Sociales con la tesis Die Stellung der Daten als Methodenproblem der Sozialwissenschaften (La presentación de los datos como problema metódico de las ciencias sociales). 
En 1973 obtuvo el cargo de catedrático de Economía Política y Económica en la Universidad de Bremen. Se especializó en integración europea, mercados financieros, concentración de empresas y reconversión armamentística.
El 1975, con otros economistas, fundó el Grupo de Trabajo por una Política Económica Alternativa (Arbeitsgruppe Alternative Wirtschaftspolitik), llamado también Grupo Memorandum.
Entre 1983 y 1989 fue miembro del Consejo Económico del Instituto de Estudios e Investigaciones Marxistas (Institut für Marxistische Studien und Forschungen, IMSF), una institución muy cercana al Partido Comunista Alemán (Deutsche Kommunistische Partei, DKP).
A partir de 1984 fue miembro ejecutivo del Partido Comunista Alemán, cargo que ejerció durante varios años.
Fue un destacado impulsor de la creación, en el año 1995, del grupo de trabajo European Economists for an Alternative Economic Policy in Europe, junto con otros economistas de procedencia europea diversa, entre los cuales destaca la española Miren Etxezarreta (Universidad Autónoma de Barcelona) o John Grahl (Metropolitan University of London) y Jacques Mazier (Universitat de Paris Nord, França). El grupo también es llamado Grupo EuroMemorandum. 
Desde el 1 de marzo de 2005 ostentó el cargo de Catedrático Emérito de la Universidad de Bremen.

## Trayectoria profesional e influencia
En el año 2000 fue nombrado miembro de la comisión Globalización y Economía Mundial – Retos y Respuestas del Bundestag (Globalisierung der Weltwirtschaft – Herausforderungen und Antworten").
Fue coeditor de la revista mensual alemana Blätter für deutsche und internationale Politik (Hojas de política alemana e internacional, también conocida simplemente por la abreviación Blätter).
Fue miembro del Consejo de la Fundación Wissenschaft und Frieden, der Bremischen Stiftung für Rüstungskonversion (Ciencia y Paz, la Fundación de Bremen por la reconversión armamentística), miembro del Consejo de Redacción de la revista mensual alemana Z. Zeitschrift Marxistische Erneuerung (Z. Revista de Renovación Marxista, también llamada simplemente Z)  y miembro del movimiento internacional altermundialista Attac.
Huffschmid fue redactor del memorándum anual del Grupo de Trabajo por una Política Alternativa.
Varios de sus estudiantes de la universidad se implicaron decisivamente en la creación de Attac en Alemania. Uno de ellos es el diputado al Parlamento Europeo Sven Giegold, del partido alemán Los Verdes.
En 2011, por primera vez se entregó el premio Jörg-Huffschmid, en recuerdo al trabajo científico y a la implicación política del economista alemán. Son responsables de la entrega del premio el Grupo de Trabajo por una Política Económica Alternativa, el consejo económico de Attac, el Grupo EuroMemo y la Fundación Rosa Luxemburgo. El primer premio fue librado a Nicola Liebert y el siguiente está previsto que se entregue en 2013.

## Publicaciones (selección)
- Die Politik des Kapitals. Konzentration und Wirtschaftspolitik in der Bundesrepublik. Editorial Suhrkamp, 1969, ISBN 3-518-10313-X.
- Politische Ökonomie der Finanzmärkte. Primera edición, 1999; edición ampliada y actualitzada, 2002. Editorial Hamburg, ISBN 3-87975-863-8.
- Gegen die Markt-Orthodoxie. Perspektiven einer demokratischen und solidarischen Wirtschaft. Festschrift zum 60. Geburtstag von Rudolf Hickel. (junto con Heiner Heseler y Norbert Reuter), Editorial VSA, 2002, ISBN 3-87975-844-1.
- Öffentliche Finanzen gerecht gestalten! (con Dieter Eißel) (Attac-Basistexte, 10) Editorial VSA, 2004, ISBN 3-89965-070-0.
- Was ist Globalisierung? (Attac-Basistexte, 14) Editorial VSA, 2004, ISBN 3-89965-105-7.
- Die Privatisierung der Welt. Hintergründe, Folgen, Gegenstrategien. Reader des wissenschaftlichen Beirats von Attac. (Editor), Editorial VSA, 2004, ISBN 3-89965-109-X.
- Rudolf Hickel y Axel Troost (Editores): Kapitalismuskritik heute. Zeitdiagnosen: Vom staatsmonopolistischen Kapitalismus zum finanzmarktgetriebenen Kapitalismus. Editorial VSA, Hamburg 2010, ISBN 978-3-89965-396-0.